# لوکائون
لوکائون (به یونانی: Λυκάωνος) در اسطوره‌های یونان، پسر پریاموس و «لائوتوئه» است. 
در جنگ تروا آخیلس او را دستگیر کرد و به عنوان برده به پادشاه لمنوس فروخت. دوستی او را خرید و به تروا بازگرداند. چند روز بعد باز با آخیلس روبه‌رو شد و این‌بار آخیلس او را کشت.